# Jannik Bjerrum (øjenlæge)
 Der er flere personer med dette navn, se Jannik Bjerrum.
Jannik Petersen Bjerrum (født 26. december 1851 i Melby i Skærbæk Sogn i Sønderjylland, død 2. juli 1920 i Hellerup) var en dansk øjenlæge. Han var far til Niels Bjerrum. 
Bjerrum blev student fra Ribe Skole 1869 og cand. med. 1876. Han begyndte straks at studere øjensygdomme, blev dr. med. 1882 og 1885 medbestyrer af Edmund Hansen Gruts øjenklinik. 1896—1910 var han professor i oftalmologi. Han har skrevet meget, og navnlig har hans undersøgelser over lyssans og synsfeltet større betydning. I 1903 blev han Ridder af Dannebrog.
Han er begravet på Hellerup Kirkegård.